# Denmark Open 1970
Die Denmark Open 1970 im Badminton fanden vom 9. bis zum 12. März 1970 in Kopenhagen statt.

## Sieger und Platzierte
| Disziplin    | Gold                           | Silber                              | Bronze                               |
| ------------ | ------------------------------ | ----------------------------------- | ------------------------------------ |
| Herreneinzel | Ippei Kojima                   | Erland Kops                         | Svend Pri                            |
| Herreneinzel | Ippei Kojima                   | Erland Kops                         | Elo Hansen                           |
| Dameneinzel  | Eva Twedberg                   | Etsuko Takenaka                     | Hiroe Yuki                           |
| Dameneinzel  | Eva Twedberg                   | Etsuko Takenaka                     | Noriko Takagi                        |
| Herrendoppel | Henning Borch Erland Kops      | Per Walsøe Svend Pri                | Poul Petersen Tom Bacher             |
| Herrendoppel | Henning Borch Erland Kops      | Per Walsøe Svend Pri                | Derek Talbot Paul Whetnall           |
| Damendoppel  | Etsuko Takenaka Machiko Aizawa | Noriko Takagi Hiroe Amano           | Karin Jørgensen Ulla Strand          |
| Damendoppel  | Etsuko Takenaka Machiko Aizawa | Noriko Takagi Hiroe Amano           | Anne Flindt Pernille Mølgaard Hansen |
| Mixed        | Klaus Kaagaard Ulla Strand     | Henning Borch Imre Rietveld Nielsen | Per Walsøe Pernille Mølgaard Hansen  |
| Mixed        | Klaus Kaagaard Ulla Strand     | Henning Borch Imre Rietveld Nielsen | Roland Maywald Marieluise Wackerow   |